# Forschungsstelle Glücksspiel
In der Forschungsstelle Glücksspiel an der Universität Hohenheim werden Spiele und Wetten zum Gegenstand interdisziplinärer Forschung. Der Begriff Glücksspiel ist dabei weit gefasst und reicht von Lotto, Roulette, Karten- und Automatenspielen, Sport- und anderen Wetten über Gewinnspiele bis hin zu Gesellschaftsspielen.

## Geschichte
Die Forschungsstelle besteht seit 2004 an der Universität Hohenheim. Gegründet wurde sie von Tilman Becker auf eine Anregung von Wolfgang Crusen, dem damaligen Geschäftsführer der Staatlichen Toto-Lotto GmbH Baden-Württemberg und langjährigem Vorsitzenden des Beirats. Seit 2021 ist der Wirtschaftswissenschaftler Steffen Otterbach Geschäftsführender Leiter.
Die Mitglieder der Forschungsstelle setzen sich aus Wissenschaftlern unterschiedlicher Fachbereiche zusammen, die das Glücksspiel als Schwerpunktthema haben. 2016 waren mehr als 20 Professoren Mitglied in der Forschungsstelle. Sie kommen aus den Bereichen Ordnungs- und Verbraucherpolitik, der Verbraucherforschung, der Mathematik und Statistik, der Finanzwissenschaft, Öffentlichem und Bürgerlichem Recht, Wirtschaftstheorie, Kommunikations- und Informationswissenschaften, Haushalts- und Genderökonomik, Marketing, Spieltheorie und Ökonometrie sowie Psychologie und Medizin.

## Ziele
Ziel ist es, die Bereiche Glücksspiele und Wetten unter rechtlichen, ökonomischen, mathematischen, sozialen, medizinischen und psychologischen Fragestellungen systematisch wissenschaftlich zu untersuchen.
In der Praxis hat es sich gezeigt, dass die einzelnen Disziplinen zu unterschiedlichen Schlüssen kommen, solange sie ihre Forschungsergebnisse nicht in Beziehung setzen. Solch widersprüchliche Einschätzungen und Haltungen werden von der Forschungsstelle untersucht.

## Symposien

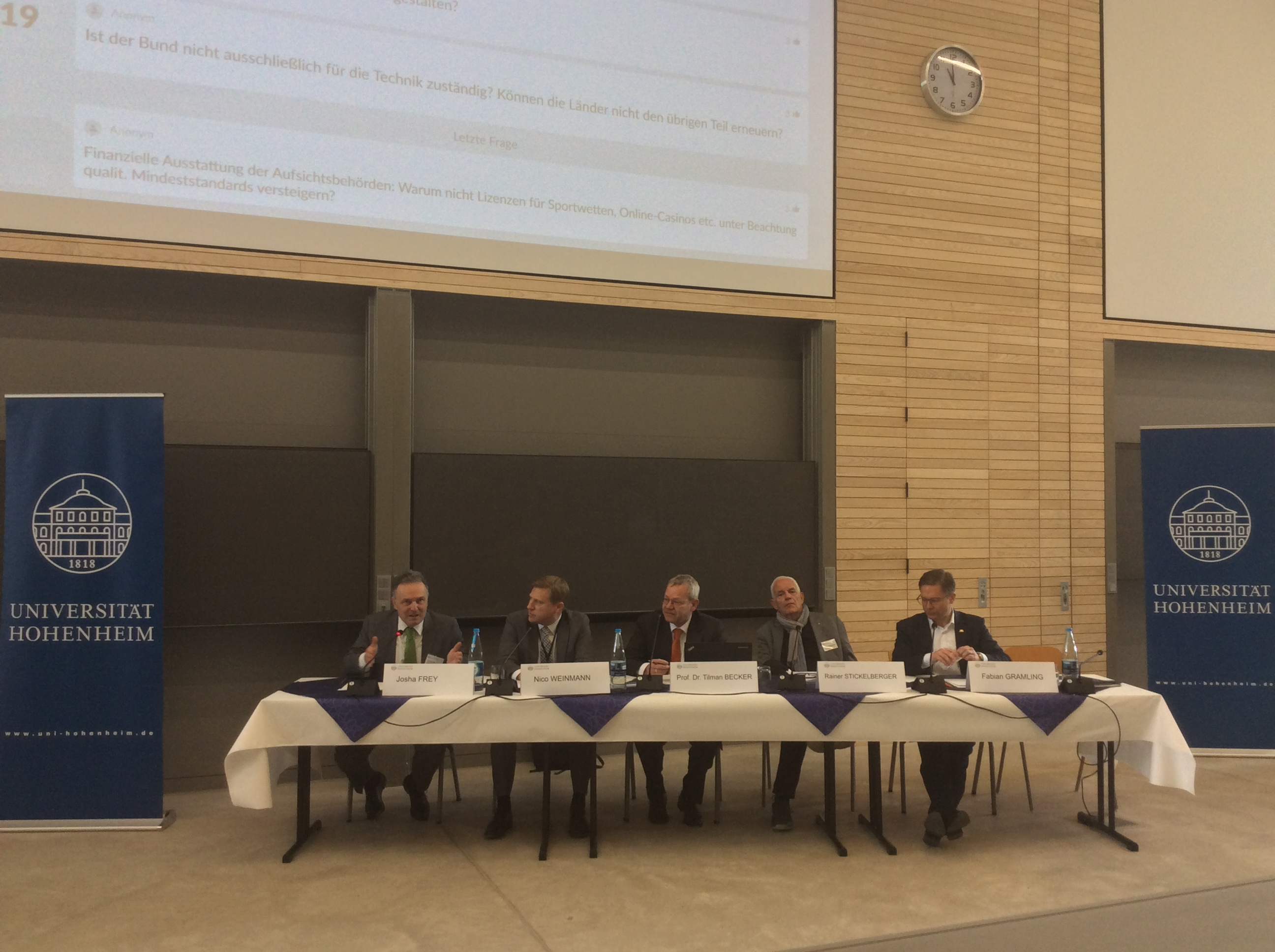
Glücksspiel-Symposium 2019: Podiumsdiskussion: Josha Frey, Nico Weinmann, Tilman Becker, Rainer Stickelberger, Fabian Gramling

Jährlich werden Symposien zum Thema Glücksspiel veranstaltet. Dabei werden unter anderem die rechtliche Seite sowie die Suchtprävention und die wirtschaftlichen Auswirkungen des Glücksspiels betrachtet. Über 200 Vertreter aus allen Bereichen, inklusive der Psychologie und der Medizin, nehmen an der ein- bis zweitägigen Veranstaltung der Universität Hohenheim teil.

## Organisation
Die Forschungsstelle Glücksspiel ist eine Einrichtung der Universität Hohenheim und der Fakultät Wirtschafts- und Sozialwissenschaften zugeordnet.
Zur Einrichtung gehören Vorstand, Beirat und die assoziierten Wissenschaftler. Zu diesen zählen Wissenschaftler unterschiedlicher Fachrichtungen, die zu verschiedenen Themen rund um das Glücksspiel forschen.

## Forschungsbedarf
Aus Sicht der interdisziplinären Forschungsstelle Glücksspiels besteht insbesondere in folgenden Bereichen Forschungsbedarf (Stand November 2013):
Regulierung
- Politökonomische Analyse des Glücksspielmarkts
- Regulierung des Glücksspielmarktes aus Sicht der ökonomischen Theorie
- Auswirkungen von Regulierungsmaßnahmen auf das Spielverhalten
- Gesellschaftlicher Nutzen und Kosten einzelner Regulierungsmaßnahmen
- Anwendung der Werberichtlinie und Auswirkungen auf die jeweiligen Glücksspielformen
- Zusammenhang zwischen der Verfügbarkeit von Glücksspielen und einem problematischen oder pathologischem Spielverhalten
- Aufgaben und Befugnisse von Glücksspielkommissionen in anderen Ländern Europas
- Aufgaben und Befugnisse einer zu schaffenden deutschen Glücksspielkommission

Prävalenzen
- Häufigkeit des Glücksspiels bei Kindern und Jugendlichen und alters- bzw. geschlechtsspezifische Besonderheiten
- Analyse des Internetangebots von Glücksspielen
- Online oder „terrestrisch“ – wer spielt wo und wann?
- Verschuldung problematischer/pathologischer Spieler
- Glücksspiel und Straftaten bei Jugendlichen und Erwachsenen
- Glücksspiel und Geldwäsche

Prävention und Therapie
- Präventionsmaßnahmen und deren Evidenzbasierung
- Gründe für die Teilnahme an Glücksspielen für Spieler mit und ohne problematischem Spielverhalten
- Substitution und Komplementaritätsbeziehungen zwischen Glücksspielformen
- Beziehung pathologischer Spieler zu Geld
- Risikobereitschaft pathologischer Spieler
- Kognitive Irrtümer und pathologisches Spielverhalten
- Die Spielersperre als Instrument des Spielerschutzes
- Definition und Untersuchung der Risikogruppen (unter Berücksichtigung von Migrationshintergrund, Genderaspekten usw.)

Ökonomie
- Besteuerung von Glücksspielen
- Betrugs-, Manipulations- und Kriminalitätsgefährdungspotential einzelner Glücksspielangebote
- Anbieter von Internet-Glücksspiel: Spezialisten und Full-Liner
- Konkurrenzverhältnisse auf dem Glücksspielmarkt
- Mergers und Acquisitions bei Anbietern von Glücksspielen
- Analyse des Konsums von Glücksspielen

## Publikationen (Auszüge)
- R. Rossi, J. Wheaton, M. Moxey, S. Moradipour, E. Tozzi, J. Singer: Gambling Marketing and the Premier League: The Continued Failure of Industry Self-Regulation. [Research Report]. 2024.
- J. Singer, A. Wöhr, S. Otterbach: Gambling Operators’ Use of Advertising Strategies on Social Media and Their Effects: A Systematic Review. In: Current Addiction Reports. 2024. doi:10.1007/s40429-024-00560-4
- J. Singer, V. Kufenko, A. Wöhr, M. Wuketich, S. Otterbach: How do Gambling Providers Use the Social Network Twitter in Germany? An Explorative Mixed-Methods Topic Modeling Approach. In: Journal of Gambling Studies. 2022, S. 1–28. doi:10.1007/s10899-022-10158-y
- A. Wöhr, M. Wuketich: Perception of Gamblers: A Systematic Review. In: Journal of Gambling Studies. Band 37, Nr. 3, 2021, S. 795–816. doi:10.1007/s10899-020-09997-4
- A. Wöhr, M. Wuketich: Stigmatisierung von Glücksspielern als Zuschreibungsprozess. In: A. Wöhr, M. Wuketich (Hrsg.): Multidisziplinäre Betrachtung des vielschichtigen Phänomens Glücksspiel. Springer-Verlag, 2019, S. 61–75. doi:10.1007/978-3-658-24972-4_5
- L. Brandt, A. Wöhr: Factors Influencing Treatment-Seeking Behavior in Female Pathological Gamblers: A comparison of treatment centers in Austria and Germany. In: Gambling Disorders in Women. Routledge, 2017, S. 99–111. doi:10.4324/9781315627625